# Live 1967
Live 1967 — концертный альбом американской поп-рок-группы The Monkees, выпущенный в 1987 году в честь двадцатилетия первого концертного тура коллектива.

## Об альбоме
Концертный альбом включал в себя записи выступлений в рамках первого концертного тура группы, а именно в Сиэтле, Портленде и Спокане с 25 по 27 августа 1967 года. По сути, в то время коллектив, который изначально создавался как виртуальный, впервые проявил себя как настоящая музыкальная группа: все актёры из сериала «The Monkees» играли вживую на инструментах, роль сессионных музыкантов была сведена к минимуму. В итоге, качество записи показалось неудовлетворительным, и от выпуска было решено отказаться. Только в 1987 году после повторной трансляции сериала на MTV, принёсшей коллективу новую волну популярности, и перезаписи песен на компакт-диск, концертный альбом увидел свет.
Издание Billboard опубликовало негативную рецензию на альбом, назвав игру и пение музыкантов, а также продюсерские способности Берта Шнайдера и Боба Рейфелсона «ужасными».

## Список композиций
| №   | Название                                         | Длительность |
| --- | ------------------------------------------------ | ------------ |
| 1.  | «Last Train to Clarksville»                      | 3:41         |
| 2.  | «You Just May Be the One»                        | 2:10         |
| 3.  | «The Girl I Knew Somewhere»                      | 3:26         |
| 4.  | «I Wanna Be Free»                                | 3:01         |
| 5.  | «Sunny Girlfriend»                               | 2:32         |
| 6.  | «Your Auntie Grizelda»                           | 2:39         |
| 7.  | «Forget That Girl»                               | 2:19         |
| 8.  | «Sweet Young Thing»                              | 2:35         |
| 9.  | «Mary, Mary»                                     | 5:09         |
| 10. | «Cripple Creek»                                  | 3:20         |
| 11. | «You Can't Judge a Book By Looking at the Cover» | 4:35         |
| 12. | «Gonna Build a Mountain»                         | 3:34         |
| 13. | «I Got a Woman»                                  | 7:49         |
| 14. | «I'm a Believer»                                 | 3:27         |
| 15. | «Randy Scouse Git»                               | 3:02         |
| 16. | «(I'm Not Your) Steppin' Stone»                  | 5:11         |

## Участники записи
- Микки Доленц — вокал, бэк-вокал, ударные
- Майкл Несмит — вокал, бэк-вокал, гитара, перкуссия
- Питер Торк — вокал, бэк-вокал, бас-гитара, банджо, клавишные
- Дэви Джонс — вокал, бэк-вокал, ударные, перкуссия
- Бобби Дик — бас-гитара[6]
- Ким Копли — ударные, перкуссия[6]
- Пом ДеМиери — лид-гитара[6]
- Эдди Брик — перкуссия[6]
- Эдди Пласиди — ритм-гитара[6]